# Mario Ancona
Mario Ancona (Livorno, 28 febbraio 1860 – Firenze, 23 febbraio 1931) è stato un baritono italiano.
Debuttò in palcoscenico nel 1889. Il 21 maggio 1892 fu il primo Silvio nei Pagliacci, al Teatro Dal Verme di Milano, diretto da Arturo Toscanini, opera che interpretò anche al suo debutto al Covent Garden, nel 1893, e al Metropolitan, in entrambi i casi nel ruolo di Tonio.
Il 3 dicembre 1906 fu Riccardo ne I puritani all'inaugurazione della Manhattan Opera House.
La sua carriera internazionale lo portò ad esibirsi, tra l'altro, a Lisbona (Teatro S. Carlos, tra il 1897 e il 1912), Buenos Aires, Madrid, Città del Messico, New York e Parigi. Oltre che in italiano, cantò in francese e in tedesco.
Si ritirò nel 1916.
Morì per un tumore, dopo una lunga malattia.
Con Enrico Caruso incise il duetto "Au fond du temple saint" ("Del tempio al limitar") da I pescatori di perle.

## Discografia
- Mario Ancona: The Complete Victor Recordings, 1907-08 - Romophone